# Gmina Sugar Creek (hrabstwo Cedar)

Położenie Gminy Sugar Creek w hrabstwie Cedar

Gmina Sugar Creek (ang. Sugar Creek Township) – gmina w USA, w stanie Iowa, w hrabstwie Cedar. Według danych z 2000 roku gmina miała 375 mieszkańców, a jej powierzchnia wynosi 62,78 km².